# Hoda Bin Amir
Hoda Bin Amir (Spitzname: Huda Al-Shannaga, Hoda, der Vampir und Hoda, die Henkerin; * 1954 in Al-Marg bei Bengasi) ist eine libysche Politikerin. Sie war Funktionärin in den Revolutionskomitees (Ligan Thawriyya), zweimal Bürgermeisterin von Bengasi und schließlich Vorsitzende verschiedener Revolutionskomitees, darunter auch das für „Kontrolle und Zensur“. Hoda Bin Amir galt als loyale und brutale Vertreterin des Regimes von Muammar al-Gaddafi und war eine der reichsten Frauen Libyens. Die Libysche Nationale Befreiungsarmee nahm sie im Zuge des Bürgerkriegs in Libyen im September 2011 fest.

## Leben
Hoda Bin Amir wurde in Al-Marg in der Nähe von Bengasi in ärmlichen Verhältnissen geboren. Ihr Vater, Fathi Ben Amer, war ein Anhänger al-Gaddafis. Er hatte 1973 im Stadion in Bangazi vor tausenden Zuschauern gedroht, seinen Sohn öffentlich zu erstechen, falls al-Gaddafi seine damalige Rücktrittsankündigung wahr machen würde.
Bin Amir besuchte die Garyounis-Universität in Bengasi.
Sie fiel 1984 anlässlich der Hinrichtung von Al-Sadik Hamid al-Schuwehdy im Basketballstadium in Bengasi erstmals öffentlich auf. Als der Regimegegner nicht sofort tot war, stürmte die sich bei den Zuschauern befindende Hoda Bin Amir auf den Hinrichtungsplatz und zog an den Beinen des Sterbenden. Das Fernsehen übertrug die Szenen landesweit.
Danach förderte sie al-Gaddafi persönlich. Sie arbeitete in den Revolutionskomitees und erreichte den Vorsitz verschiedener Gremien, darunter auch für „Kontrolle und Zensur“. Zweimal fungierte sie als Bürgermeisterin von Bengasi, wo sie dafür bekannt war immer eine Pistole bei sich zu tragen. Bekannt wurde auch eine Aussage aus dieser Zeit, als sie in einer Rede behauptete: „In Bengasi gibt es keine echten Männer - Hura Ben Amir ist der einzige echte Mann in Bangasi.“
Am 17. Februar 2008 gab sie Anweisung auf Demonstranten, die gegen die Mohammed-Karikaturen protestierten, zu schießen. Dabei gab es viele Opfer, weswegen sich einige Oppositionelle seitdem „Koalition des 17. Februar“ nennen.
Bei Beginn des Bürgerkriegs im Februar 2010 flüchtete sie aus Bengasi. Ihr Wohnhaus fiel einer Brandstiftung zum Opfer. Am 2. September 2011 gab der Nationale Übergangsrat die Festnahme von Hoda Bin Amir bekannt.

## Familie
Hoda Bin Amir ist verheiratet und hat zwei Kinder.